# Список публикаций свидетелей Иеговы, включённых в Федеральный список экстремистских материалов
Данный список включает перечень публикаций свидетелей Иеговы, включённых в Федеральный список экстремистских материалов (ФСЭМ). Некоторые публикации внесены в список дважды различными судами независимо друг от друга, несколько публикаций были вычеркнуты из списка после подачи апелляций. Законом Российской Федерации на территории Российской Федерации запрещено распространение, производство и хранение в целях распространения материалов, признанных экстремистскими.
В 2009—2010 годы в России в отношении свидетелей Иеговы стали проводиться обыски, задержания, изъятие имущества и прекращения богослужений. Судами Ростовской области, Республики Алтай, Кемеровской области и Краснодарского края к началу 2013 года были признаны экстремистскими в общей сложности 68 наименований публикаций свидетелей Иеговы. В общей сложности в период 2009—2016 годы было признано и внесено в ФСЭМ 95 наименований публикаций свидетелей Иеговы.

## Периодические издания
На основании признания ряда выпусков журналов «Пробудитесь!» (от 08.04.1998, 08.12.1998, 22.02.1999, 22.09.1999, 22.02.2000, 22.10.2000, за январь, февраль, апрель 2007, за апрель 2008, январь 2009) и «Сторожевая башня» (от 15.05.1998, 01.10.1998, 15.10.1998, 15.02.1999, 01.05.1999, 15.12.1999, 01.03.2001, 01.11.2001, 15.02.2002, 01.03.2002, 15.01.2007, 01.03.2007, 15.03.2007, 01.04.2007, 01.01.2009, 15.01.2009, 01.02.2009) экстремистскими материалами и включения их в федеральный список экстремистских материалов Роскомнадзор приказом от 26 апреля 2010 года аннулировал выданное 24 июля 1997 года разрешение на распространение этих журналов на территории России.

### Журнал «Пробудитесь!»
В настоящее время в списке находятся 13 выпусков журнала «Пробудитесь!».
| Выпуск журнала | Номер списка | Дата внесения | Суд                                       |
| -------------- | ------------ | ------------- | ----------------------------------------- |
| 08.04.1998     | 557          | 01.10.2009    | Горно-алтайский городской суд             |
| 08.12.1998     | 558          | 01.10.2009    | Горно-алтайский городской суд             |
| 22.02.1999     | 559          | 01.10.2009    | Горно-алтайский городской суд             |
| 22.09.1999     | 560          | 01.10.2009    | Горно-алтайский городской суд             |
| 22.02.2000     | 533          | 11.09.2009    | Ростовский областной суд                  |
| 22.10.2000     | 561          | 01.10.2009    | Горно-алтайский городской суд             |
| январь 2007    | 534          | 11.09.2009    | Ростовский областной суд                  |
| февраль 2007   | 535          | 11.09.2009    | Ростовский областной суд                  |
| апрель 2007    | 536          | 11.09.2009    | Ростовский областной суд                  |
| декабрь 2007   | 1045         | 27.06.2011    | Сальский городской суд Ростовской области |
| апрель 2008    | 562          | 01.10.2009    | Горно-алтайский городской суд             |
| январь 2009    | 563          | 01.10.2009    | Горно-алтайский городской суд             |
| август 2009    | 757          | 28.10.2010    | Заводской районный суд Кемерова           |

### Журнал «Сторожевая башня»
В настоящее время в списке находятся 24 выпуска журнала «Сторожевая башня». Выпуск за 15 марта 2007 года помещён в список дважды.
| Выпуск журнала | Номер списка | Дата внесения | Суд                                       |
| -------------- | ------------ | ------------- | ----------------------------------------- |
| 15.05.1998     | 564          | 01.10.2009    | Горно-алтайский городской суд             |
| 01.10.1998     | 565          | 01.10.2009    | Горно-алтайский городской суд             |
| 15.10.1998     | 537          | 11.09.2009    | Ростовский областной суд                  |
| 15.02.1999     | 566          | 01.10.2009    | Горно-алтайский городской суд             |
| 01.05.1999     | 567          | 01.10.2009    | Горно-алтайский городской суд             |
| 15.12.1999     | 538          | 11.09.2009    | Ростовский областной суд                  |
| 01.03.2001     | 539          | 11.09.2009    | Ростовский областной суд                  |
| 01.11.2001     | 568          | 01.10.2009    | Горно-алтайский городской суд             |
| 15.02.2002     | 569          | 01.10.2009    | Горно-алтайский городской суд             |
| 01.03.2002     | 570          | 01.10.2009    | Горно-алтайский городской суд             |
| 15.01.2007     | 540          | 11.09.2009    | Ростовский областной суд                  |
| 01.03.2007     | 541          | 11.09.2009    | Ростовский областной суд                  |
| 15.03.2007     | 542          | 11.09.2009    | Ростовский областной суд                  |
| 15.03.2007     | 975          | 22.04.2011    | Первомайский районный суд Краснодара      |
| 01.04.2007     | 543          | 11.09.2009    | Ростовский областной суд                  |
| 15.08.2007     | 976          | 22.04.2011    | Первомайский районный суд Краснодара      |
| 15.10.2007     | 977          | 22.04.2011    | Первомайский районный суд Краснодара      |
| 01.12.2007     | 1042         | 27.06.2011    | Сальский городской суд Ростовской области |
| 15.12.2007     | 1043         | 27.06.2011    | Сальский городской суд Ростовской области |
| 01.01.2008     | 754          | 28.10.2010    | Заводской районный суд Кемерова           |
| 01.01.2009     | 571          | 01.10.2009    | Горно-алтайский городской суд             |
| 15.01.2009     | 572          | 01.10.2009    | Горно-алтайский городской суд             |
| 01.02.2009     | 573          | 01.10.2009    | Горно-алтайский городской суд             |
| 01.11.2009     | 755          | 28.10.2010    | Заводской районный суд Кемерова           |
| 01.12.2009     | 756          | 28.10.2010    | Заводской районный суд Кемерова           |

## Книги
Книги «Приближайся к Иегове» и «Самый великий человек, который когда-либо жил» помещены в список дважды (различными судами независимо друг от друга). Также в списке находятся два различных издания книги «Чему на самом деле учит Библия?»
| Заглавие                                                       | Номер списка | Дата внесения | Суд |
| -------------------------------------------------------------- | ------------ | ------------- | --- |
| Чему на самом деле учит Библия? (2005)                         | 510          | 11.09.2009    | Ростовский областной суд                                                                                         |
| Познание, ведущее к вечной жизни                               | 511          | 11.09.2009    | Ростовский областной суд                                                                                         |
| Откровение: его грандиозный апогей близок!                     | 512          | 11.09.2009    | Ростовский областной суд                                                                                         |
| Поклоняйтесь единственному истинному Богу                      | 513          | 11.09.2009    | Ростовский областной суд                                                                                         |
| Вопросы молодежи. Практические советы                          | 514          | 11.09.2009    | Ростовский областной суд                                                                                         |
| Человечество в поисках Бога                                    | 515          | 11.09.2009    | Ростовский областной суд                                                                                         |
| Приближайся к Иегове                                           | 516          | 11.09.2009    | Ростовский областной суд                                                                                         |
| Приходи и следуй за мной                                       | 517          | 11.09.2009    | Ростовский областной суд                                                                                         |
| Моя книга библейских рассказов                                 | 518          | 11.09.2009    | Ростовский областной суд                                                                                         |
| Жизнь — как она возникла? Путём эволюции или путём сотворения? | 519          | 11.09.2009    | Ростовский областной суд                                                                                         |
| Внимайте пророчеству Даниила                                   | 520          | 11.09.2009    | Ростовский областной суд                                                                                         |
| Библия: Слово Бога или человека?                               | 752          | 28.10.2010    | Заводской районный суд Кемерова                                                                                  |
| Приближайся к Иегове                                           | 975          | 22.04.2011    | Первомайский районный суд Краснодара                                                                             |
| Чему на самом деле учит Библия? (2009)                         | 2034         | 14.02.2013    | Советский районный суд Красноярска                                                                               |
| Основательно свидетельствуем о Царстве Бога                    | 2454         | 19.06.2013    | Успенский районный суд Краснодарского края                                                                       |
| Учимся в школе теократического служения                        | 2632         | 27.11.2014    | Старооскольский городской суд Белгородской области                                                               |
| Самый великий человек, который когда-либо жил                  | 3417         | 22.12.2015    | Смольнинский районный суд г. Санкт-Петербурга                                                                    |
| Вопросы молодёжи. Практические советы. Том 2                   | 4173         | 24.03.2017    | Пролетарский районный суд г. Ростова-на-Дону                                                                     |
| Самый великий человек, который когда-либо жил                  | 4474         | 05.07.2018    | Одинцовский городской суд Московской области; Судебная коллегия по гражданским делам Московского областного суда |
| Секрет семейного счастья                                       | 4475         | 05.07.2018    | Одинцовский городской суд Московской области; Судебная коллегия по гражданским делам Московского областного суда |
| Сохраняйте себя в божьей любви                                 | 4476         | 05.07.2018    | Одинцовский городской суд Московской области; Судебная коллегия по гражданским делам Московского областного суда |
| Священное Писание — перевод нового мира (издание 2007 года)    | 4488         | 05.07.2018    | Выборгский городской суд Ленинградской области                                                                   |

Книга «Основательно свидетельствуем о Царстве Бога» была признана экстремистской Успенским районным судом Краснодарского края 19 июня 2013 года, несмотря на заключение экспертизы, не нашедшей в книге признаков экстремизма.
Книга «Что Бог говорит нам через Иеремию», внесённая 11 апреля 2014 года под номером 2444 решением Ленинского районного суда города Курска, была затем исключена из списка, согласно определению Судебной коллегии по гражданским делам Курского областного суда от 22.12.2014 и от 14.01.2015.

## Брошюры
Некоторые материалы разными судами помещены в список независимо друг от друга под разными номерами.
| Заглавие | Номер списка | Дата внесения | Суд |
| --- | ------------ | ------------- | --- |
| Следует ли верить в Троицу? | 521          | 11.09.2009    | Ростовский областной суд                                                                                         |
| Ты можешь быть другом Бога! | 522          | 11.09.2009    | Ростовский областной суд                                                                                         |
| Свидетели Иеговы: Кто они? Во что они верят? | 523          | 11.09.2009    | Ростовский областной суд                                                                                         |
| Как может кровь спасти твою жизнь? | 525          | 11.09.2009    | Ростовский областной суд                                                                                         |
| Будет когда-нибудь мир без войны? | 526          | 11.09.2009    | Ростовский областной суд                                                                                         |
| Правительство, которое принесёт рай | 527          | 11.09.2009    | Ростовский областной суд                                                                                         |
| Духи мёртвых | 528          | 11.09.2009    | Ростовский областной суд                                                                                         |
| Книга для всех | 529          | 11.09.2009    | Ростовский областной суд                                                                                         |
| Радуйся жизни на земле вечно! | 530          | 11.09.2009    | Ростовский областной суд                                                                                         |
| В чем смысл жизни? Как же его найти? | 531          | 11.09.2009    | Ростовский областной суд                                                                                         |
| Что от нас требует Бог? (2003) | 532          | 11.09.2009    | Ростовский областной суд                                                                                         |
| Что от нас требует Бог? (1996) | 556          | 01.10.2009    | Горно-алтайский городской суд                                                                                    |
| Бодрствуйте! | 753          | 28.10.2010    | Заводской районный суд Кемерова                                                                                  |
| Бодрствуйте! | 1044         | 27.06.2011    | Сальский городской суд Ростовской области                                                                        |
| Будете ли вы следовать любящему руководству Иеговы? (2011) | 2170         | 24.01.2013    | Советский районный суд Красноярска                                                                               |
| Добрая весть от Бога (2012) Что нужно знать о Боге и его замысле? (2013) | 2224         | 23.10.2013    | Ленинский районный суд Владимира                                                                                 |
| Что нужно знать о Боге и его замысле? (2013) Как достичь счастья в жизни? (2013) На что можно надеяться людям? (2013) Как развить близкие отношения с Богом? (2013) | 2455         | 05.08.2014    | Апелляционное определение Судебной коллегии по гражданским делам Курганского областного суда                     |
| Что нужно знать о Боге и его замысле? (2013) Как достичь счастья в жизни? (2013) На что можно надеяться людям? (2013) Как развить близкие отношения с Богом? (2013) | 2493         | 10.07.2014    | Центральный районный суд г. Барнаула                                                                             |
| Как узнать истинных христиан? (2012) Армагеддон. Что это? Когда он наступит? (2012) | 2736         | 24.11.2014    | Ахтубинский районный суд Астраханской области                                                                    |
| Что детям нужно знать о Боге? (2011) Музыка: Как она влияет на вас? (2011) Терроризм: В чём его причина? Когда с ним будет покончено? (2011) Иисус: Откуда он пришел? Как он жил? Почему он умер? (2011) Как сохранить счастье в браке? (2011) Человек — чудо творения (2011) Как справиться с потерей близкого человека? (2011) Духовный мир: Кто в нём обитает (2010) | 2823         | 29.09.2014    | Матвеево-Курганский районный суд Ростовской области                                                              |
| Сын «хочет открыть» отца Была ли жизнь создана? | 2988         | 04.03.2015    | Октябрьский районный суд г. Белгорода                                                                            |
| Время для истинной покорности Богу | 3228         | 02.06.2015    | Смольнинский районный суд г. Санкт-Петербурга                                                                    |
| Слушайся Бога (2011) | 3563         | 19.02.2016    | Серовский районный суд Свердловской области                                                                      |
| Как появилась жизнь? (2015) | 3565         | 19.02.2016    | Серовский районный суд Свердловской области                                                                      |
| На самом ли деле Бог заботится о нас? (2006) | 3600         | 19.02.2016    | Серовский районный суд Свердловской области                                                                      |
| Библия и её главная тема (издание 2012 г.) | 4469         | 05.07.2018    | Одинцовский городской суд Московской области; Судебная коллегия по гражданским делам Московского областного суда |
| Библия и её главная тема (издание 2010 г.) | 4470         | 05.07.2018    | Одинцовский городской суд Московской области; Судебная коллегия по гражданским делам Московского областного суда |
| Свидетели Иеговы и образование | 4471         | 05.07.2018    | Одинцовский городской суд Московской области; Судебная коллегия по гражданским делам Московского областного суда |
| Свидетели Иеговы и образование | 4472         | 05.07.2018    | Одинцовский городской суд Московской области; Судебная коллегия по гражданским делам Московского областного суда |
| На самом ли деле Бог заботится о нас? | 4477         | 05.07.2018    | Одинцовский городской суд Московской области; Судебная коллегия по гражданским делам Московского областного суда |
| Как найти удовлетворение в жизни? | 4472         | 05.07.2018    | Одинцовский городской суд Московской области; Судебная коллегия по гражданским делам Московского областного суда |
| Когда умер близкий тебе человек | 4479         | 05.07.2018    | Одинцовский городской суд Московской области; Судебная коллегия по гражданским делам Московского областного суда |
| Хотели бы вы знать истину? | 4481         | 05.07.2018    | Одинцовский городской суд Московской области; Судебная коллегия по гражданским делам Московского областного суда |
| Библия для самых маленьких | 4482         | 05.07.2018    | Одинцовский городской суд Московской области; Судебная коллегия по гражданским делам Московского областного суда |
| Есть ли Бог? Почему важно знать ответ? | 4482         | 05.07.2018    | Одинцовский городской суд Московской области; Судебная коллегия по гражданским делам Московского областного суда |
| Библия и её главная тема | 4485         | 05.07.2018    | Выборгский городской суд Ленинградской области                                                                   |
| Наука вместо Библии | 4486         | 05.07.2018    | Выборгский городской суд Ленинградской области                                                                   |
| Как улучшить здоровье: 5 простых правил | 4487         | 05.07.2018    | Выборгский городской суд Ленинградской области                                                                   |

В результате череды судебных разбирательств, прошедших в 2011—2013 годах, брошюры «Религия — оплот мира?» и «Проявляйте рвение к истинному поклонению», 30 мая 2011 года признанные экстремистскими Заводским районным судом города Кемерово и внесённые в Федеральный список экстремистских материалов с номерами 914—915, спустя три года были вычеркнуты из него.

## Буклеты
| Заглавие                     | Номер списка | Дата внесения         | Суд |
| ---------------------------- | ------------ | --------------------- | --- |
| Конец ложной религии близок! | 524          | 11.09.2009 08.12.2009 | Ростовский областной суд и определение Судебной коллегии по гражданским делам Верховного Суда Российской Федерации |
| Что такое Царство Бога?      | 4473         | 05.07.2018            | Одинцовский городской суд Московской области; Судебная коллегия по гражданским делам Московского областного суда   |
| Будут ли умершие жить снова? | 4480         | 05.07.2018            | Одинцовский городской суд Московской области; Судебная коллегия по гражданским делам Московского областного суда   |

## Сайты и мобильные приложения
| Заглавие                                                                | Номер списка | Дата внесения         | Суд |
| ----------------------------------------------------------------------- | ------------ | --------------------- | --- |
| http://www.jw.org Официальный сайт «Общества Сторожевой башни»          | 2904         | 07.08.2013 02.12.2014 | Центральный районный суд г. Твери и определение Судебной коллегии по гражданским делам Верховного Суда Российской Федерации                 |
| http://www.wol.ps8318.com Онлайн-библиотека «Общества Сторожевой башни» | 3718         | 31.05.2016            | Фрунзенский районный суд г. Иваново |
| Приложение «JW Library»                                                 | 5256         | 12.01.2022            | Октябрьский районный суд г. Санкт-Петербурга и определение судебной коллегии по административным делам Санкт-Петербургского городского суда |

## Материалы, не вошедшие в Федеральный список
Согласно данным, опубликованным на сайте АИ «Сова», некоторые материалы свидетелей Иеговы не вошли в Федеральный список экстремистских материалов, однако также были признаны судами экстремистскими материалами.
| Заглавие                                  | Дата судебного решения | Суд                                |
| ----------------------------------------- | ---------------------- | ---------------------------------- |
| «Сторожевая башня» от 01.04.2008          | 01.10.2009             | Горно-алтайский городской суд      |
| «Сторожевая башня» от 01.10.2008          | 01.10.2009             | Горно-алтайский городской суд      |
| «Пробудитесь!» от 08.03.2002              | 01.10.2009             | Горно-алтайский городской суд      |
| Наше царственное служение (март 1968)     | 01.10.2009             | Горно-алтайский городской суд      |
| Наше царственное служение (май 1974)      | 01.10.2009             | Горно-алтайский городской суд      |
| Наше царственное служение (сентябрь 1996) | 01.10.2009             | Горно-алтайский городской суд      |
| Секрет семейного счастья (1996)           | 01.10.2009             | Горно-алтайский городской суд      |
| Стихийные бедствия — наказание от Бога?   | 22.01.2013             | Советский районный суд Красноярска |

Кроме того, как отмечает АИ «Сова», решением Горно-алтайского городского суда от 1 октября 2010 года экстремистской признана публикация Д. Д. Проценко и А. Е. Леонтьева «Воздержание от крови: Исторические, библейские и медицинские причины отказа Свидетелей Иеговы от крови», опубликованная в сборнике «Спасение жизни. Медицинская этика и лечение без крови» в 1999 году.